# Поперечная мышца затылка
Поперечная мышца затылка (поперечная выйная мышца) — мышца, которая начинается от наружного затылочного выступа и идет латерально, достигая места крепления грудино-ключично-сосцевидной мышцы к сосцевидному отростку и прикрепляется к сухожилию грудино-ключично-сосцевидной мышцы (может отдельными пучками прикрепляться к затылочной фасции и подкожной мышце шеи). Может отсутствовать.

## Функция
Натягивает фасцию и кожу затылочной области